# Aves endémicas de Nueva Zelanda

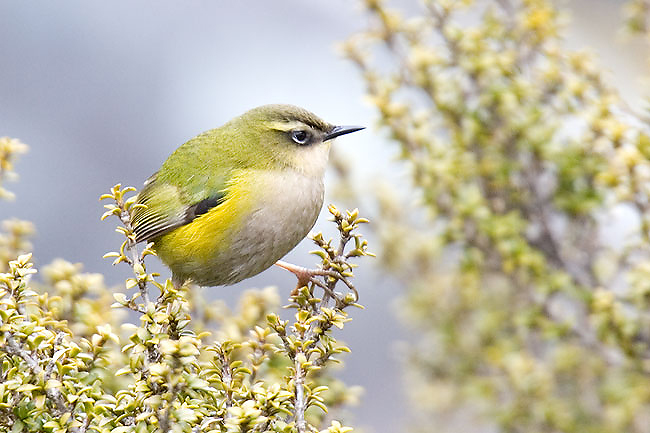
La familia del Acantisita Roquero es endémica de Nueva Zelanda.

En Nueva Zelanda existen 5 familias de aves endémicas (dos de ellas a veces se consideran órdenes, que también son endémicos), 64 especies endémicas y 11 endémicas como reproductores. Una alta proporción de sus aves nativas no marinas son endémicas, 57 % de las especies actuales, (70 % si se incluyen extintas y fósiles).

## Endemismo por familia
Las siguientes familias son endémicas para Nueva Zelanda:
- Dinornithidae (o Dinornithiformes) moas (extinta)
- Apterygidae (o Apterygiformes) kiwis.
- Acanthisittidae (o Xenicidae) Acantisitas
- Callaeidae (o Callaeatidae)
- Turnagridae (probablemente extinto)
- Notiomystidae

Familia casi endémica:
- Strigopidae es una familia restringida a Nueva Zelanda y a las islas australianas Norfolk y Phillip (islas cercanas donde existía el extinto Nestor productus, único miembro no neozelandés).

## Áreas de aves endémicas
Birdlife International ha definido 4 Áreas de Aves Endémicas (EBA) primarias en Nueva Zelanda (código de identificación entre paréntesis):
Isla Norte de Nueva Zelanda (206), Isla Sur de Nueva Zelanda (207), Islas Auckland (208) e Islas Chatham (109).
También ha definido en Nueva Zelanda dos Áreas Secundarias (código de identificación entre paréntesis):
Islas Snares e islotes de la Isla Stewart/Rakiura (S132) e Islas Antípodas (S132)
Las Áreas Secundarias tienen al menos una especie de ave de distribución restringida, pero no cumplen con los criterios para EBA.

## Lista de especies
La siguiente es una lista de especies endémicas de Nueva Zelanda, los nombres comunes usados aquí provienen de la lista de nombres estandarizados propuestos por la SEO, o provienen de otra fuente si están entre llaves.
- Apteryx australis, Kiwi Común
- Apteryx rowi, {Kiwi Castaño Okarito}
- Apteryx mantelli, {Kiwi Castaño de la Isla Norte}
- Apteryx owenii, Kiwi Moteado Menor
- Apteryx haastii, Kiwi Moteado Mayor
- Tadorna variegata, Tarro Maorí
- Hymenolaimus malacorhynchos, Pato Azul
- Anas aucklandica, Cerceta de Nueva Zelanda
- Anas nesiotis, Cerceta de Campbell, a veces considerada como subespecie en Anas chlorotis
- Anas chlorotis, Cerceta de la Ila Auckland y Castaña
- Aythya novaeseelandiae, Porrón Maorí
- Poliocephalus rufopectus, Zampullín Maorí
- Eudyptes pachyrhynchus, Pingüino de Fiordland
- Megadyptes antipodes, Pingüino Ojigualdo
- Phalacrocorax carunculatus, Cormorán Carunculado
- Phalacrocorax chalconotus, Cormorán de la Stewart
- Phalacrocorax onslowi, Cormorán de las Chatham
- Phalacrocorax colensoi, Cormorán de las Auckland
- Phalacrocorax campbelli, Cormorán de la Campbell
- Phalacrocorax ranfurlyi, Cormorán de las Bounty
- Phalacrocorax punctatus, Cormorán Moteado
- Phalacrocorax featherstoni, Cormorán de la Pitt
- Falco novaeseelandiae, Halcón Maorí
- Gallirallus australis, Rascón Weka
- Porphyrio mantelli, Calamón Takahe
- Lewinia muelleri, Rascón de las Auckland
- Charadrius obscurus, Chorlito Maorí
- Thinornis novaeseelandiae, Chorlitejo de las Chatham
- Anarhynchus frontalis, Chorlitejo Piquituerto
- Haematopus finschi, {Ostrero de la Isla Sur}
- Haematopus chathamensis, Ostrero de las Chatham
- Haematopus unicolor, Ostrero Variable
- Himantopus novaezelandiae, Cigüeñuela Negra
- Coenocorypha pusilla, Chochita de las Chatham
- Coenocorypha aucklandica, Chochita de las Auckland
- Chroicocephalus bulleri, Gaviota Maorí
- Chroicocephalus scopulinus, Gaviota Plateada Neozelandesa
- Chlidonias albostriatus, Charrán Fumarel
- Hemiphaga novaeseelandiae, Paloma Maorí
- Nestor notabilis, Kea
- Nestor meridionalis, Kaka
- Strigops habroptila, Kakapo
- Cyanoramphus unicolor, Perico de las Antípodas
- Cyanoramphus auriceps, Perico Maorí Cabecigualdo
- Cyanoramphus forbesi, Perico de las Chatham
- Cyanoramphus novaezelandiae, Perico Maorí Cabecirrojo
- Cyanoramphus malherbi, Perico Maorí Montano
- Acanthisitta chloris, Acantisita Verdoso
- Xenicus gilviventris, Acantisita Roquero
- Notiomystis cincta, Pájaro Puntado
- Anthornis melanura, Campanera de Nueva Zelanda
- Prosthemadera novaeseelandiae, Mielero Tui
- Megalurus punctatus, Fernbird,
- Anthus novaeseelandiae, {Bisbita Maorí} endémica si se considera válida la especie Anthus australis
- Petroica macrocephala, Petroica Carbonera
- Petroica australis, Petroica Neozelandesa (del Sur)
- Petroica traversi, Petroica de las Chatham
- Petroica longipes, {Petroica de la isla Norte}
- Mohoua albicilla, Mohoua Cabeciblanco
- Mohoua ochrocephala, Mohoua Cabecigualda
- Mohoua novaeseelandiae, Mohoua Pipipi
- Gerygone igata, Gerigón Maorí
- Gerygone albofrontata, Gerigón de las Chatham

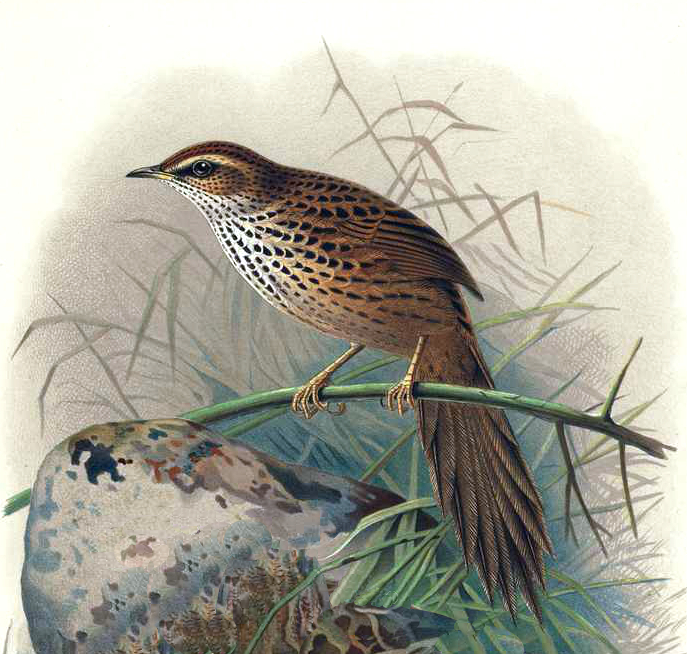
Megalurus punctatus.

- Callaeas cinereus, Kokako
- Philesturnus carunculatus, Tieke

### Especies con endemismo reproductivo
- Megadyptes antipodes, Pingüino Ojigualdo
- Eudyptes pachyrhynchus,  Pingüino de Fiordland
- Eudyptes robustus, Pingüino de las Snares
- Eudyptes sclateri, Pingüino de Sclater
- Pterodroma magentae,  Petrel Taiko
- Pterodroma axillaris,  Petrel de las Chatham
- Pterodroma cookii,  Petrel de Cook
- Pterodroma pycrofti, Petrel de Pycroft
- Procellaria parkinsoni, Pardela de Parkinson
- Pterodroma inexpectata, Petrel Moteado
- Procellaria westlandica,  Pardela de Westland
- Oceanites maorianus, {Paíño Maorí} (pelágico)
- Puffinus bulleri,  Pardela Dorsigrís
- Puffinus huttoni,  Pardela de Hutton
- Puffinus gavia, Pardela Gavia
- Sterna striata,  Charrán Maorí
- Diomedea epomophora, Albatros Real (del Sur)
- Diomedea sanfordi, Albatros Real (del Norte o Toroa, incluida también como conespecífica de Diomedea epomophora)
- Thalassarche bulleri, Albatros de Buller
- Charadrius bicinctus, {Chorlito Bibanda}
- Eudynamys taitensis, Koel Colilargo

### Casi endémicos reproductivos
- Pterodroma cervicalis, Fardela de Cuello Blanco (algunas parejas se reproducen en Isla Phillip, Australia)

### Especies endémicas extintas
- Dinornis novaezealandiae, moa gigante de la Isla Norte
- Dinornis robustus, moa gigante de la Isla Sur
- Anomalopteryx didiformis, moa de matorral
- Euryapteryx curtus, moa de pico ancho de la Isla Norte
- Euryapteryx geranoides, moa de pico ancho de la Isla Sur
- Emeus crassus, moa oriental
- Pachyornis australis, moa crestada
- Pachyornis elephantopus, moa elefante
- Pachyornis mappini, moa de Mappin
- Megalapteryx didinus, moa de las Tierras Altas
- Chenonetta finschi, pato de Finsch
- Mergus australis, serreta de las islas Auckland
- Coturnix novaezelandiae, codorniz de Nueva Zelanda o koreke
- Porphyrio mantelli, takahe de la Isla Norte
- Harpagornis moorei, águila de Haast
- Sceloglaux albifacies, mochuelo reidor
- Xenicus lyalli o Traversia lyalli, acantisita de Isla Stephen
- Xenicus longipes, acantisita de matorral
- Turnagra tanagra, Piopio de la Isla Norte
- Turnagra capensis, Piopio de la Isla Sur
- Heteralocha acutirostris, Huia
- Bowdleria rufescens o Megalurus rufescens, {Avehelecho de Islas Chatham}

### Otras especies extintas posiblemente endémicas
- Megadyptes waitaha, Waitaha penguin
- Pelecanus novaezealandiae, New Zealand Pelican
- Ixobrychus novaezelandiae, New Zealand Little Bittern
- Biziura delautouri, De Lautour's Duck
- Pachyanas chathamica, Chatham Island Duck
- Malacorhynchus scarletti, Scarlett's Duck (see related Pink-eared Duck)
- Cnemiornis gracilis, North Island Goose
- Cnemiornis calcitrans, South Island Goose
- Cygnus sumnerensis, New Zealand Swan
- Fulica chathamensis, New Zealand Coot
- Gallirallus modestus, Chatham Island Rail
- Diaphorapteryx hawkinsi, Giant Chatham Island Rail
- Gallinula hodgeni, Hodgen's Rail
- Gallirallus dieffenbachii, Dieffenbach's Rail
- Capellirallus karamu, Snipe-Rail
- Aptornis otidiformis, Adzebill
- Coenocorypha aucklandica , Hakawai or New Zealand Snipe
- Circus eylesi, Eyles Harrier
- Aegotheles novaezealandiae, New Zealand Owlet-Nightjar
- Pachyplichas yaldwyni, Yaldwyn's Wren
- Pachyplichas jagmi, Grant-Mackie's Wren
- Palaeocorax moriorum, New Zealand Crow
- Anthornis melanocephala, Chatham Island Bellbird